# Nord-Sylt
Nord-Sylt ist ein Naturschutzgebiet in den schleswig-holsteinischen Gemeinden List auf Sylt und Kampen (Sylt) im Kreis Nordfriesland.

## Lage
Das Naturschutzgebiet grenzt direkt an die Naturschutzgebiete „Wattenmeer nördlich des Hindenburgdammes“, „Kampener Vogelkoje auf Sylt“, „Nielönn/Sylt“ und „Dünenlandschaft auf dem Roten Kliff/Sylt“ sowie den Nationalpark Schleswig-Holsteinisches Wattenmeer. Es erstreckt sich auf einen Großteil der Insel Sylt nördlich von Kampen und stellt die Dünenlandschaft mit schutzwürdiger Flora und Fauna unter Schutz.

## Bedeutung
Das rund 1796 Hektar große Naturschutzgebiet ist unter der Nummer 1 in das Verzeichnis der Naturschutzgebiete des Ministeriums für Landwirtschaft, Umwelt und ländliche Räume eingetragen. Es wurde 1923 ausgewiesen und war das erste Schutzgebiet auf der Insel Sylt. Das jetzige Naturschutzgebiet wurde 1980 ausgewiesen (Datum der Verordnung: 23. Mai 1980). Es ist Bestandteil des FFH-Gebietes „Dünen- und Heidelandschaften Nord-Sylt“ und des EU-Vogelschutzgebietes „Schleswig-Holsteinisches Wattenmeer und angrenzende Küstengebiete“. Zuständige untere Naturschutzbehörde ist der Kreis Nordfriesland.
Das Naturschutzgebiet wird vom Söl’ring Foriining–Sylter Verein betreut.

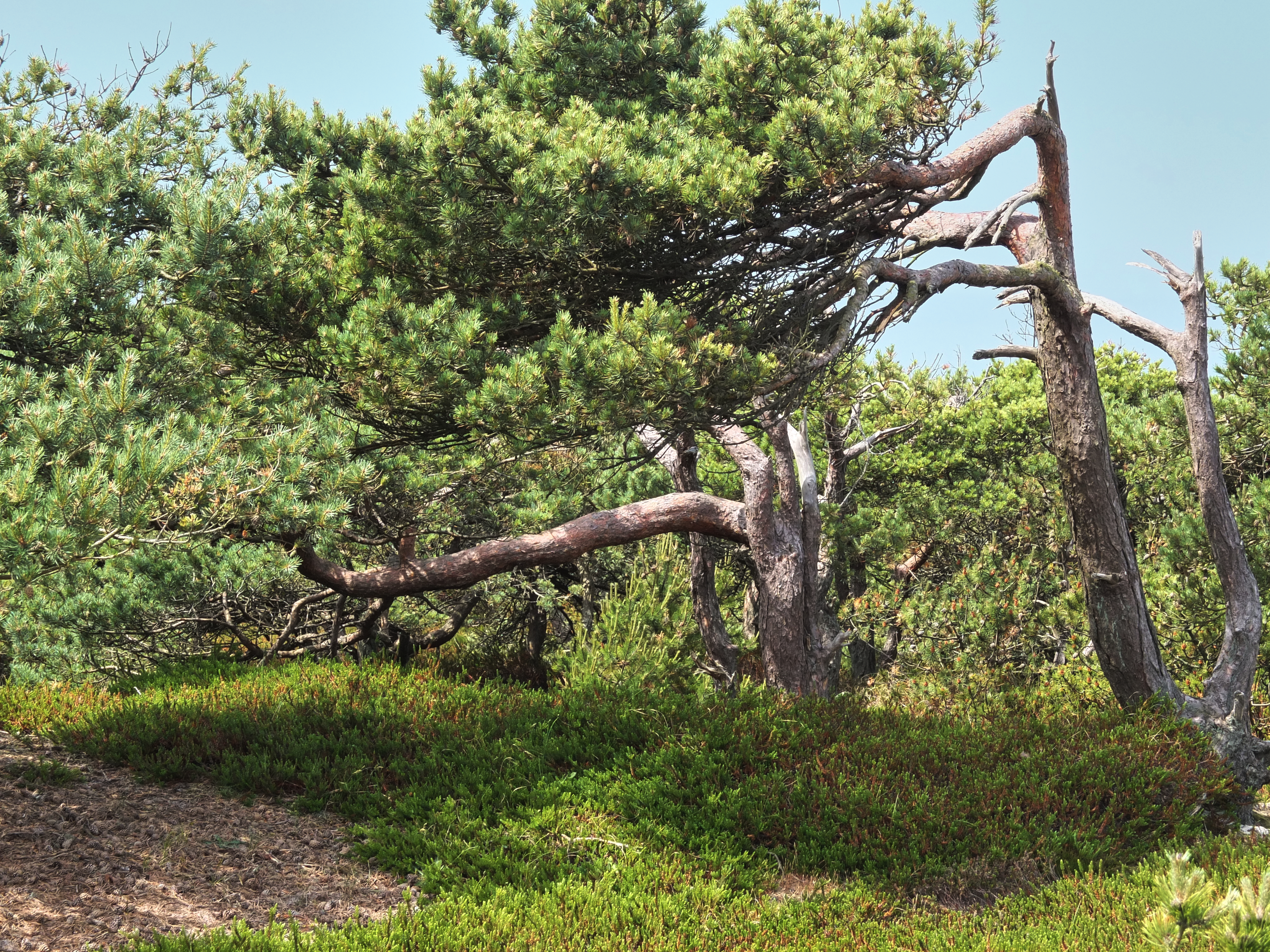
Kiefern in Windschur
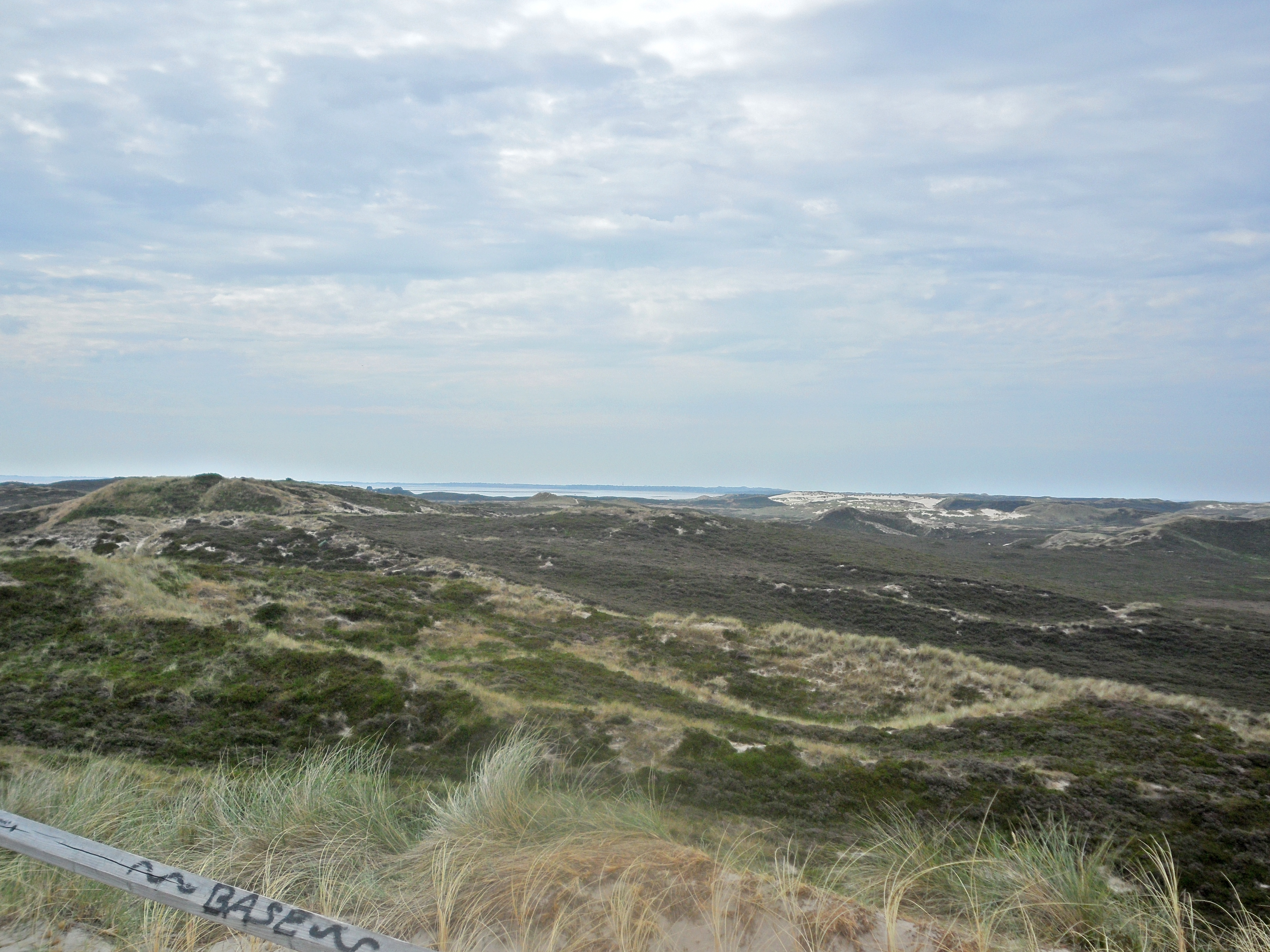
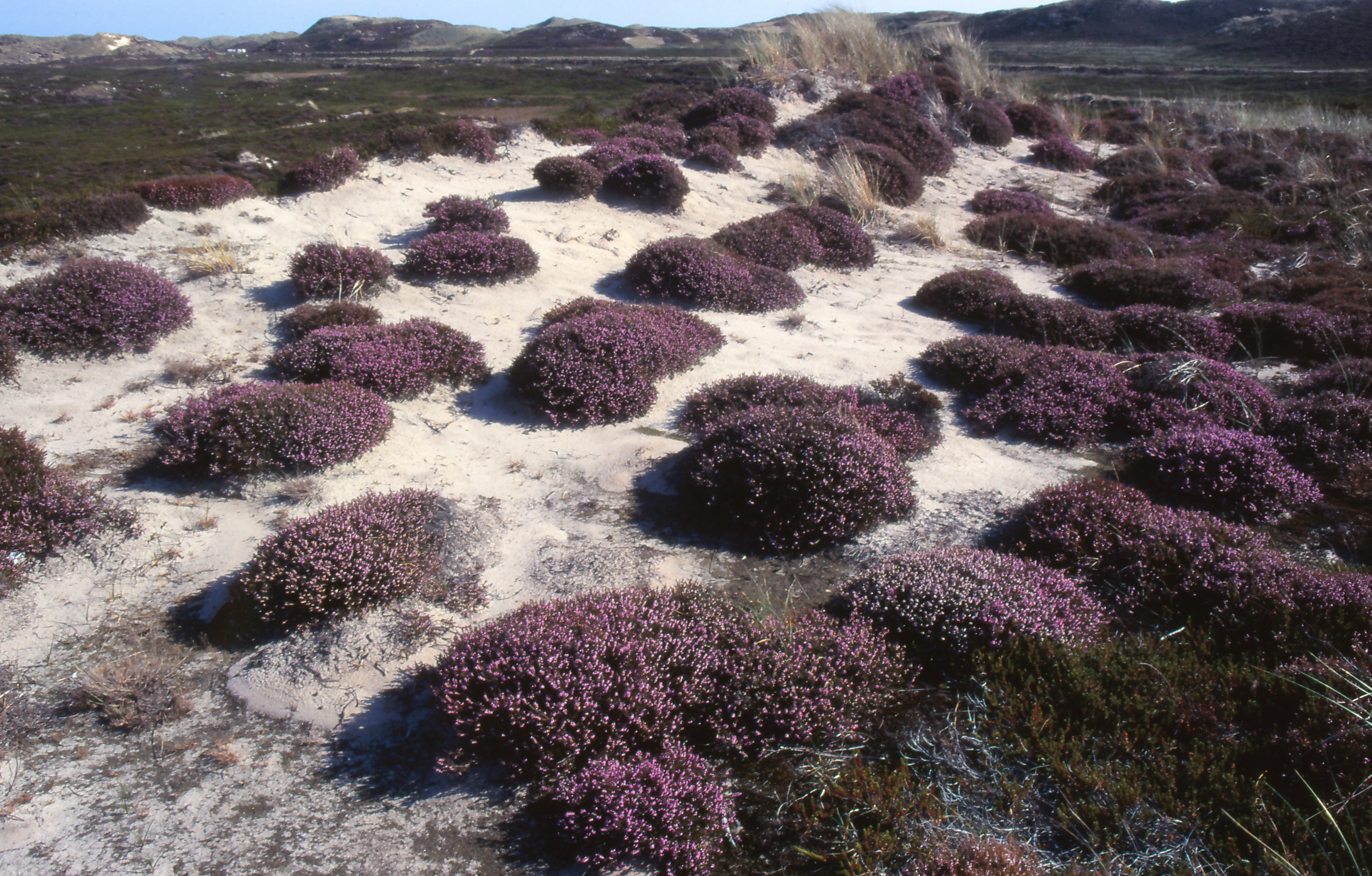
Besenheide
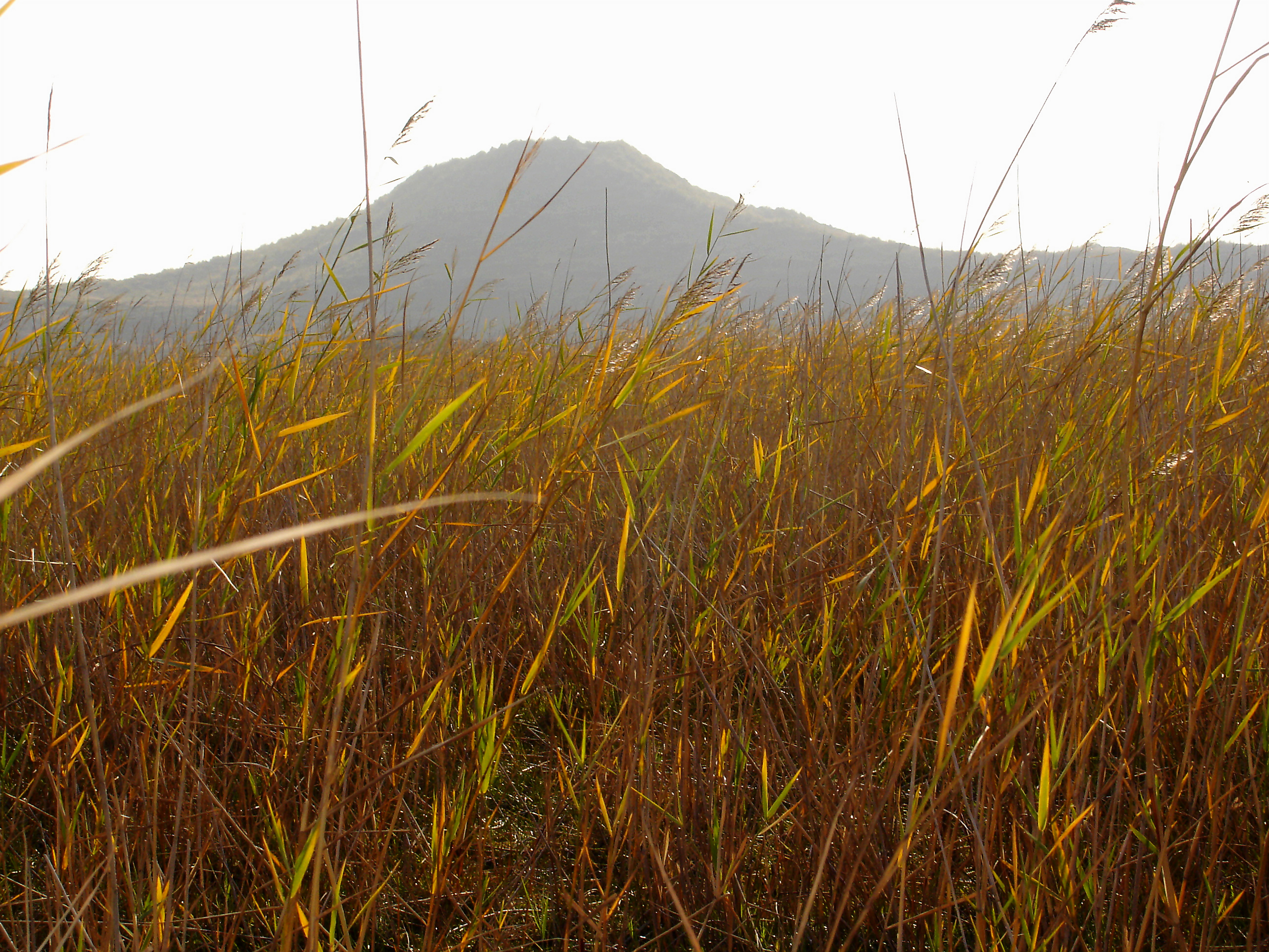
Schilf
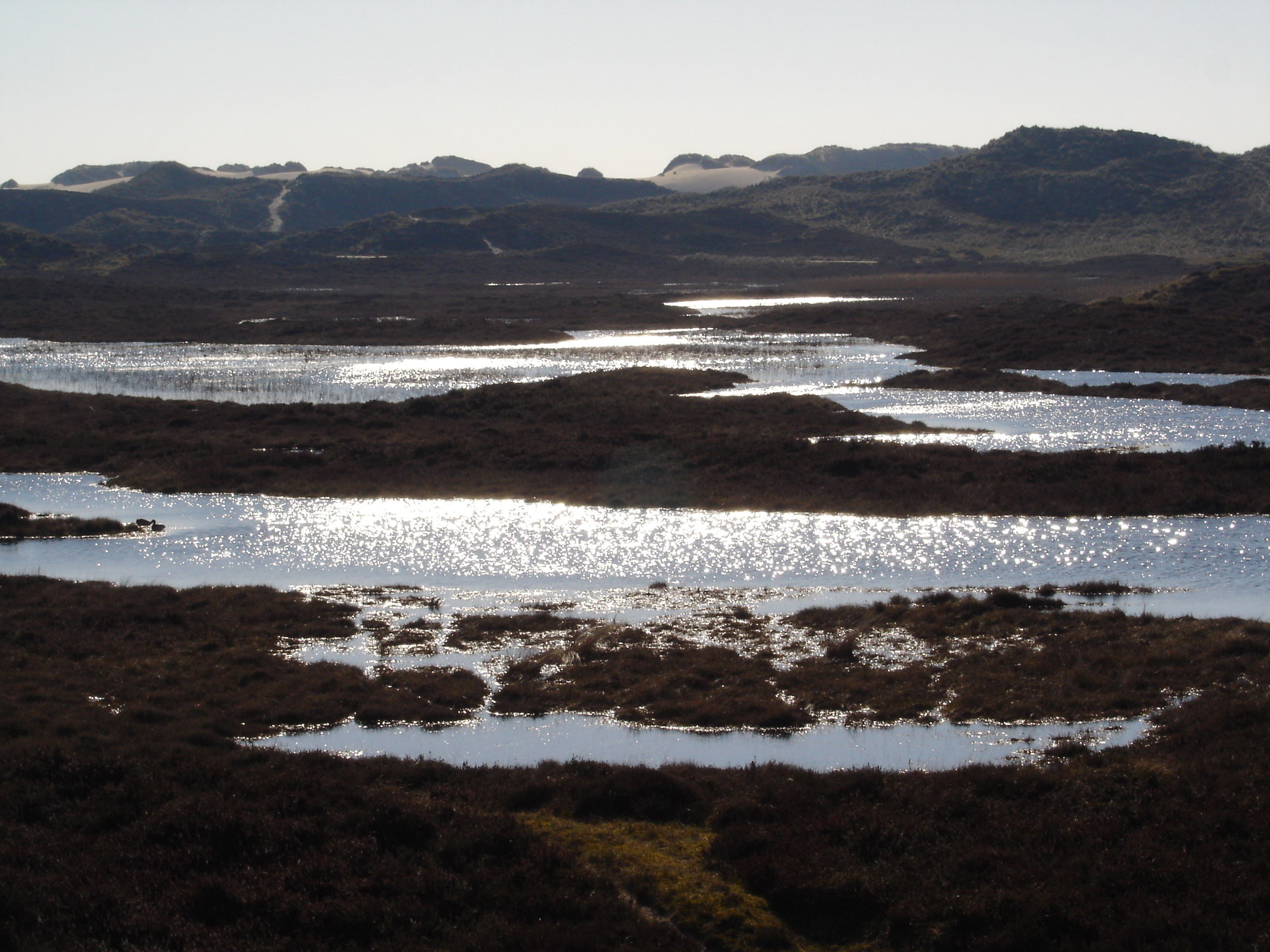

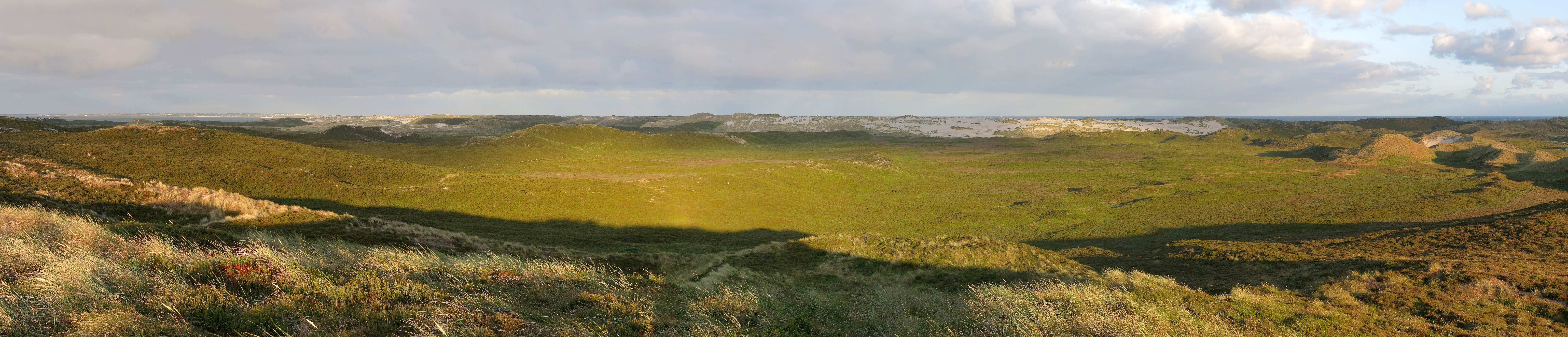
Naturschutzgebiet Nord-Sylt von der Aussichtsplattform am Jensmettenberg nordwestlich von List